# Queen’s Cross Church (Glasgow)

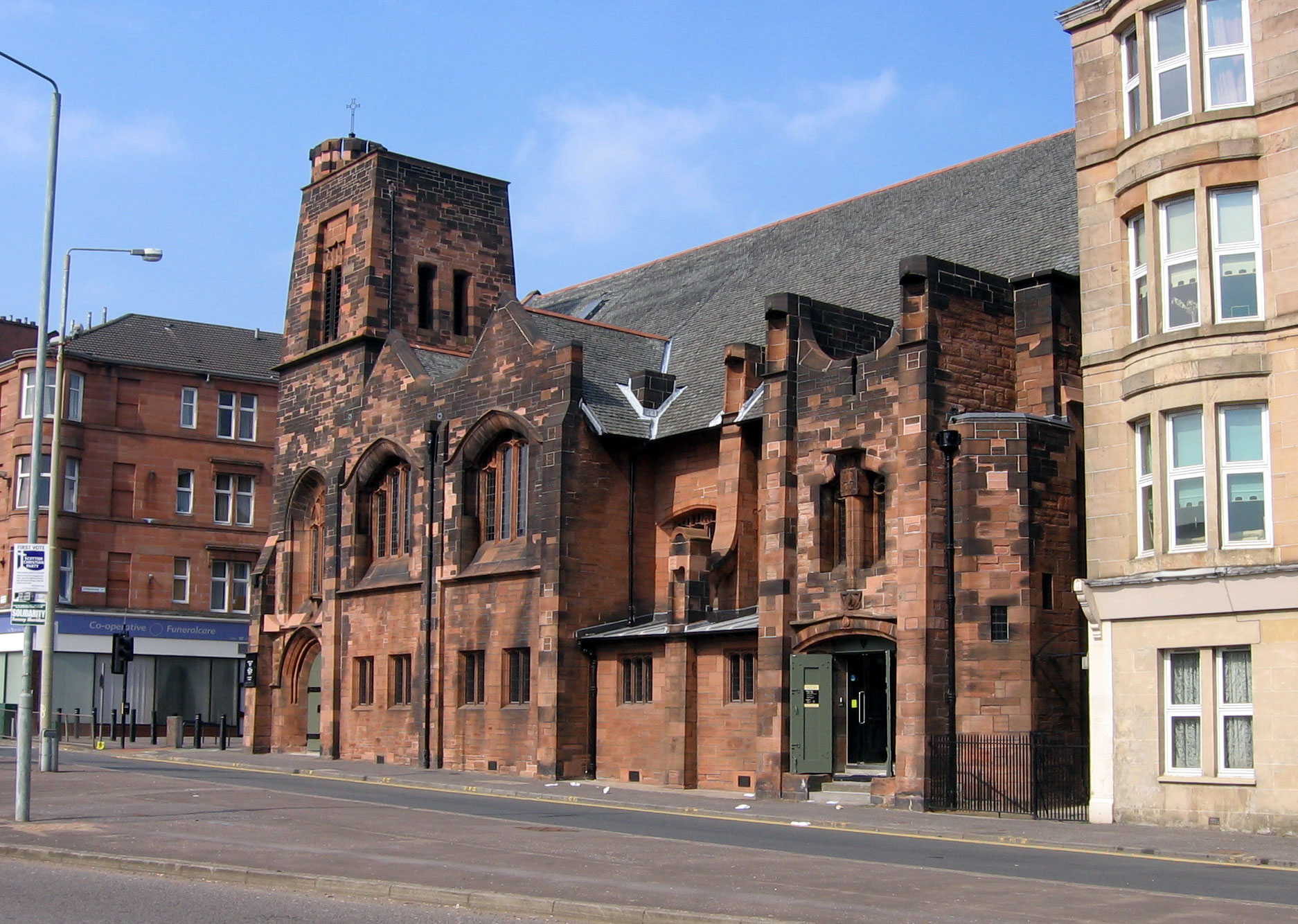
Queen’s Cross Church

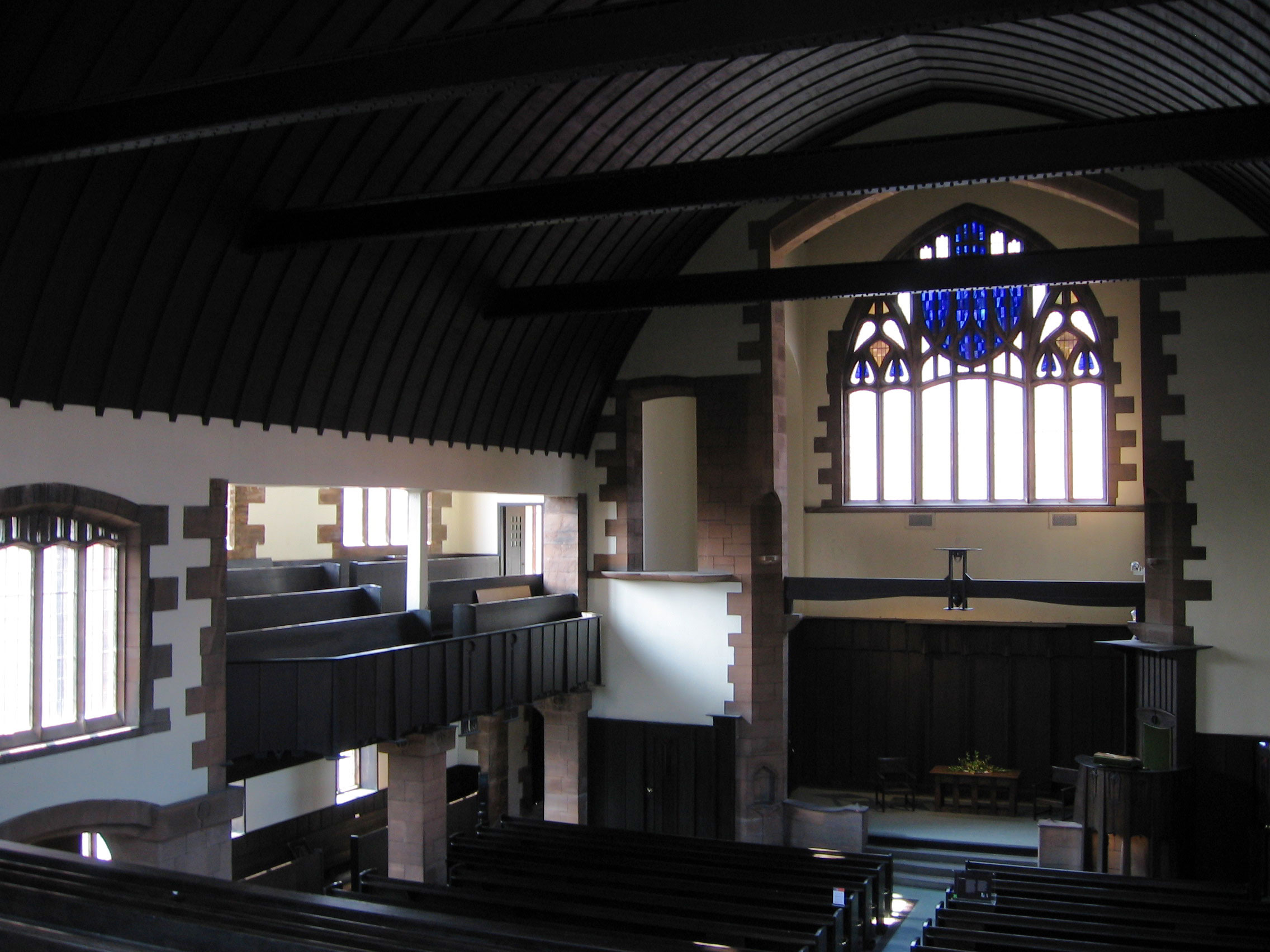
Innenraum

Die Queen’s Cross Church ist ein ehemaliges Kirchengebäude der Free Church of Scotland in der schottischen Stadt Glasgow. 1966 wurde das Bauwerk in die schottischen Denkmallisten in der höchsten Denkmalkategorie A aufgenommen.

## Geschichte
Der Bau der Queen’s Cross Church für die Free Church of Scotland begann im Juni 1898. Den Entwurf lieferte der schottische Architekt Charles Rennie Mackintosh. Es handelt sich um den einzigen realisierten Kirchenneubau in Mackintoshs Karriere. Am 10. September 1899 wurde der erste Gottesdienst abgehalten. Die Gesamtkosten beliefen sich auf 7100 £. Die ornamentierte Holzwand zur Abtrennung eines Klassenzimmers wurde 1939 eingezogen. Die Fenster an der Westfassade gestaltete Gordon Webster 1960. 1977 übernahm die Charles Rennie Mackintosh Society das zwischenzeitlich obsolet gewordene Gebäude und richtete dort ihren Sitz ein. Die Kirche und eine dort eingerichtete Ausstellung zum Schaffen Mackintoshs können besichtigt werden.

## Beschreibung
Die Queen’s Cross Church steht an der Einmündung der Maryhill Road (A81) in die Garscube Road im Glasgower Nordwesten. Stilistisch weist sie Merkmale der neogotischen Architektur wie auch des Jugendstils auf. Es bestehen Parallelen zur Gestaltung der von Richard Norman Shaw entworfenen Harrow Parish Church in London.
Das Mauerwerk besteht aus rotem Sandstein. Der stumpfe, gedrungen wirkende Glockenturm an der Ostkante ist eine Interpretation des Glockenturms der mittelalterlichen All Saints Church im südwestenglischen Merriott. An seinem Fuße befindet sich das spitzbögige Eingangsportal. Darüber ist ein Maßwerk eingelassen. Ein Treppenturm zieht sich entlang der Ostflanke. Die abschließenden Dächer sind mit Schiefer eingedeckt.